# アジアクリケット評議会
アジアクリケット評議会（アジアクリケットひょうぎかい、英語: Asian Cricket Council、略称：ACC）は、アジアの各国・地域協会を統括する、国際クリケット評議会（ICC）傘下のクリケットの大陸連盟である。1983年9月19日に設立。事務局の所在地はスリランカのコロンボ。現在は25の国・地域のクリケット協会が加盟している。

## 概要
1983年にインドのニューデリーで結成。バングラデシュ、インド、マレーシア、パキスタン、シンガポール、スリランカが創設メンバーだった。現在のICCのフルメンバーにはバングラデシュ、インド、パキスタン、スリランカ、アフガニスタンの5カ国が加盟している。日本は1996年に脱退し、2023年現在は、ICC東アジア太平洋に加盟している。

## 加盟国
アジアクリケット評議会に加盟している国・地域は以下の通り。2023年11月現在。
| ICC正会員            |
| -------------------- |
| アフガニスタン       |
| バングラデシュ       |
| インド               |
| パキスタン           |
| スリランカ           |
| ICC準会員            |
| バーレーン           |
| ブータン             |
| 中華人民共和国       |
| 香港                 |
| イラン               |
| クウェート           |
| マレーシア           |
| モルディブ           |
| ミャンマー           |
| ネパール             |
| オマーン             |
| カタール             |
| サウジアラビア       |
| シンガポール         |
| タジキスタン         |
| タイ                 |
| アラブ首長国連邦     |
| ICC非加盟            |
| ブルネイ             |
| カンボジア           |
| チャイニーズタイペイ |

## 主催大会
- ACCアジアカップ（2年ごとに開催されるODIのアジア選手権）
- ACC女子アジアカップ（女子ODIのアジア選手権）
- ACCトゥエンティ20カップ（トゥエンティ20のアジア選手権）

## アジアXIチーム
2004年12月に発生したスマトラ島沖地震と津波のチャリティー大会開催を契機に結成され、ICCワールドXIと対戦。試合はICCワールドXIが112ランで勝利した。